# Circunscripción electoral de Cáceres

Circunscripción de Cáceres
Cortes Generales* Congreso: 4 escaños (de 350)
- Senado: 4 senadores (de 266)Asamblea de Extremadura* 29 escaños (de 65)

Cáceres es una circunscripción electoral utilizada en España para diversas elecciones desde 1977. Es una de las 52 circunscripciones empleadas para elegir a los miembros del Congreso de los Diputados, una de las 59 del Senado, y una de las dos de la Asamblea de Extremadura.
En las elecciones generales de 2015 fueron elegidos en esta circunscripción cuatro diputados y cuatro senadores.

## Ámbito y sistema electoral
Los límites de la circunscripción son los mismos que los de la provincia de Cáceres, conforme establece la Constitución Española de 1978. Cualquier modificación de estos límites provinciales únicamente puede aprobarse por el Congreso de los Diputados mediante ley orgánica.
Los representantes son elegidos por sufragio universal, libre, igual, directo y secreto, en los términos que establece la legislación electoral. La edad mínima para votar es de 18 años.
En el caso del Congreso de los Diputados, se utiliza un sistema de representación proporcional a través de listas cerradas y bloqueadas. Los escaños se asignan con el método D'Hondt. Sólo las listas que superen el 3 % del total de votos válidos emitidos, incluidos los votos «en blanco», se consideran para la asignación de escaños. A cada provincia le corresponden por ley un mínimo de dos escaños, y uno a cada ciudad autónoma, lo que hacen un total de 102. Los 248 escaños restantes, que sumados a los otros hacen un total de 350, se reparten proporcionalmente según la población de cada provincia. En las elecciones generales de 2015 fueron asignados a la circunscripción de Cáceres cuatro diputados.
En el caso del Senado, el sistema electoral sigue el escrutinio mayoritario plurinominal. En cada provincia se eligen cuatro senadores y los partidos pueden presentar un máximo de tres candidatos. Cada elector puede escoger hasta tres senadores, pertenezcan o no a la misma lista. Los cuatro candidatos más votados son elegidos.

## Asamblea de Extremadura

### Diputados obtenidos por partido (1983-2023)
|                        | Partido Socialista Obrero Español de Extremadura | PSOE-Extremadura  | 15 | 15 | 18 | 14 | 15 | 16 | 17 | 13 | 12 | 14 | 12 |
|                        | Partido Popular de Extremadura                   | PP de Extremadura | 9a | 8b | 10 | 13 | 13 | 13 | 13 | 15 | 13 | 10 | 13 |
|                        | Izquierda Unida Extremadura                      | IU Extremadura    | 1c | 0  | 1  | 2  | 1  | 1  | 0  | 1  | 0  | 2  | 2  |
|                        | Podemos Extremadura                              | PODEMOS           |    |    |    |    |    |    |    |    | 3  | 2  | 2  |
|                        | Extremadura Unida                                | EU                | 5  | 4  | 0  | 0  | 0  | 0  | 0  | 0  | 0  | 0  | 0  |
|                        | Ciudadanos-Partido de la Ciudadanía              | CS                |    |    |    |    |    |    |    |    | 1  | 3  | 0  |
|                        | Vox                                              | VOX               |    |    |    |    |    |    |    |    | 0  | 0  | 2  |
|                        | Coalición Extremeña                              | PREx-CREx         |    |    |    | 1  |    |    |    |    |    |    |    |
| Partidos desaparecidos |                                                  |                   |    |    |    |    |    |    |    |    |    |    |    |
|                        | Centro Democrático y Social                      | CDS               |    | 3  | 1  |    |    |    |    |    |    |    |    |
| Total                  | Total                                            | Total             | 30 | 30 | 30 | 30 | 29 | 30 | 30 | 29 | 29 | 29 | 29 |

Notas
a Los resultados corresponden a los de Alianza Popular (AP). 

b Los resultados corresponden a los de Coalición Popular.

c Los resultados corresponden a los del Partido Comunista de España (PCE).

## Congreso de los Diputados

### Diputados obtenidos por partido (1977-2023)
| Candidatura            | Candidatura     | 1977 | 1979 | 1982 | 1986 | 1989 | 1993 | 1996 | 2000 | 2004 | 2008 | 2011 | 2015 | 2016 | 2019 (I) | 2019 (II) | 2023 |
| ---------------------- | --------------- | ---- | ---- | ---- | ---- | ---- | ---- | ---- | ---- | ---- | ---- | ---- | ---- | ---- | -------- | --------- | ---- |
|                        | PSOE            | 1    | 2    | 4    | 3    | 3    | 3    | 3    | 2    | 2    | 2    | 2    | 2    | 2    | 2        | 2         | 2    |
|                        | Partido Popular |      |      | 1a   | 2b   | 2    | 2    | 2    | 3    | 2    | 2    | 2    | 2    | 2    | 1        | 1         | 2    |
|                        | Vox             |      |      |      |      |      |      |      |      |      |      |      | 0    | 0    | 0        | 1         | 0    |
|                        | Ciudadanos      |      |      |      |      |      |      |      |      |      |      |      | 0    | 0    | 1        | 0         |      |
| Partidos desaparecidos |                 |      |      |      |      |      |      |      |      |      |      |      |      |      |          |           |      |
|                        | UCD             | 4    | 3    |      |      |      |      |      |      |      |      |      |      |      |          |           |      |
| Total                  | Total           | 5    | 5    | 5    | 5    | 5    | 5    | 5    | 5    | 4    | 4    | 4    | 4    | 4    | 4        | 4         | 4    |

Notas
a Los resultados corresponden a los de la coalición entre Alianza Popular y el Partido Demócrata Popular.

b Los resultados corresponden a los de Coalición Popular.

### Diputados electos
Relación tabulada de los diputados electos de la circunscripción electoral de Cáceres en las elecciones al Congreso de los Diputados.
| Elecciones                                       | Nombre (partido) |
| ------------------------------------------------ | --- |
| Elecciones generales del 22 de junio de 1986     | - Mario Trinidad Sánchez (PSOE) - Felipe Camisón Asensio (CP) - Victorino Mayoral Cortés (PSOE) - Victoriano Roncero Rodríguez (PSOE) - José Manuel Botella Crespo (CP)                              |
| Elecciones generales del 29 de octubre de 1989   | - Alejandro Cercas Alonso (PSOE) - Felipe Camisón Asensio (PP) - Victorino Mayoral Cortés (PSOE) - Victoriano Roncero Rodríguez (PSOE) - Ramón Aguirre Rodríguez (PP)                                |
| Elecciones generales del 6 de junio de 1993      | - Alejandro Cercas Alonso (PSOE) - Jaime Naranjo Gonzalo (PSOE) - Victoriano Roncero Rodríguez (PSOE) - Felipe Camisón Asensio (PP) - Ramón Aguirre Rodríguez (PP)                                   |
| Elecciones generales del 3 de marzo de 1996      | - Alejandro Cercas Alonso (PSOE) - María del Carmen Heras Pablo (PSOE) - Anastasia María Inmaculada Fernández Ramiro (PSOE) - Amador Álvarez Álvarez (PP) - Ramón Aguirre Rodríguez (PP)             |
| Elecciones generales del 12 de marzo de 2000     | - Amador Álvarez Álvarez (PP) - Ramón Aguirre Rodríguez (PP) - María José González del Valle García de la Peña (PP) - Victorino Mayoral Cortés (PSOE-prog.) - Inés María Rodríguez Díaz (PSOE-prog.) |
| Elecciones generales del 14 de marzo de 2004     | - Victorino Mayoral Cortés (PSOE) - Manuela Holgado Flores (PSOE) - Amador Álvarez Álvarez (PP) - Concepción González Gutiérrez (PP)                                                                 |
| Elecciones generales del 9 de marzo de 2008      | - María Antonia Trujillo Rincón (PSOE) - Carlos Trujillo Garzón (PSOE) - Carlos Javier Floriano Corrales (PP) - Amador Álvarez Álvarez (PP)                                                          |
| Elecciones generales del 20 de noviembre de 2011 | - Carlos Javier Floriano Corrales (PP-EU) - Rafael Rodríguez-Ponga Salamanca (PP-EU) - Leire Iglesias Santiago (PSOE) - María Pilar Lucio Carrasco (PSOE)                                            |
| Elecciones generales del 20 de diciembre de 2015 | - Carlos Javier Floriano Corrales (PP) - María Dolores Marcos Moyano (PP) - María del Pilar Lucio Carrasco (PSOE) - César Joaquín Ramos Estéban (PSOE)                                               |

## Senado

### Senadores obtenidos por partido (1977-2023)
| Candidatura            | Candidatura     | 1977 | 1979 | 1982 | 1986 | 1989 | 1993 | 1996 | 2000 | 2004 | 2008 | 2011 | 2015 | 2016 | 2019 (I) | 2019 (II) | 2023 |
| ---------------------- | --------------- | ---- | ---- | ---- | ---- | ---- | ---- | ---- | ---- | ---- | ---- | ---- | ---- | ---- | -------- | --------- | ---- |
|                        | PSOE            | 1    | 1    | 3    | 3    | 3    | 3    | 3    | 1    | 3    | 3    | 1    | 1    | 1    | 3        | 3         | 2    |
|                        | Partido Popular |      |      | 1a   | 1b   | 1    | 1    | 1    | 3    | 1    | 1    | 3    | 3    | 3    | 1        | 1         | 2    |
| Partidos desaparecidos |                 |      |      |      |      |      |      |      |      |      |      |      |      |      |          |           |      |
|                        | UCD             | 3    | 3    |      |      |      |      |      |      |      |      |      |      |      |          |           |      |
| Total                  | Total           | 4    | 4    | 4    | 4    | 4    | 4    | 4    | 4    | 4    | 4    | 4    | 4    | 4    | 4        | 4         | 4    |

Notas
a Los resultados corresponden a los de la coalición entre Alianza Popular y el Partido Demócrata Popular.

b Los resultados corresponden a los de Coalición Popular. 

### Senadores electos
Relación tabulada de los senadores electos de la circunscripción electoral de Cáceres en las elecciones al Senado.
| Elecciones                                       | Nombre (partido) |
| ------------------------------------------------ | --- |
| Elecciones generales del 22 de junio de 1986     | - Francisco Javier Hernández de Cáceres (PSOE) - Juan Iglesias Marcelo (PSOE) - Antonio Olivenza Pozas (PSOE) - Luis Canalejo Mateo (CP)                                         |
| Elecciones generales del 29 de octubre de 1989   | - Francisco Javier Hernández de Cáceres (PSOE) - Juan Iglesias Marcelo (PSOE) - Antonio Olivenza Pozas (PSOE) - Ángel Carlos Bernáldez Rodríguez (PP)                            |
| Elecciones generales del 6 de junio de 1993      | - Ángel Carlos Bernáldez Rodríguez (PP) - Anastasia María Inmaculada Fernández Ramiro (PSOE) - Francisco Javier Hernández de Cáceres (PSOE) - Juan Ángel Iglesias Marcelo (PSOE) |
| Elecciones generales del 3 de marzo de 1996      | - Elía María Blanco Barbero (PSOE) - Francisco Javier Hernández de Cáceres (PSOE) - Juan Iglesias Marcelo (PSOE) - Ángel Carlos Bernáldez Rodríguez (PP)                         |
| Elecciones generales del 12 de marzo de 2000     | - Ángel Carlos Bernáldez Rodríguez (PP) - Rosa María Fernández Pachecho (PP) - José Manuel García Ballestero (PP) - José Manuel Acuña Bravo (PSOE)                               |
| Elecciones generales del 14 de marzo de 2004     | - Juan Antonio Álvarez Fernández (PSOE) - José Javier Corominas Rivera (PSOE) - Rafaela Fuentes García (PSOE) - José Manuel García Ballestero (PP)                               |
| Elecciones generales del 9 de marzo de 2008      | - Rafaela Fuentes García (PSOE) - Vicente Llanos Vázquez (PSOE) - Ángel Rafael Pacheco Rubio (PSOE) - José Manuel García Ballestero (PP)                                         |
| Elecciones generales del 20 de noviembre de 2011 | - Alberto Casero Ávila (PP-EU) - María Elena Nevado Del Campo (PP-EU) - Pablo Elena Núñez (PP-EU) - Juan Andrés Tovar Mena (PSOE)                                                |
| Elecciones generales del 20 de diciembre de 2015 | - Laureano León Rodríguez (PP) - Juan Andrés Tovar Mena (PSOE) - Amparo Monroy Sánchez (PP) - Rafael Mateos Yuste (PP)                                                           |